# Táchira (rijeka)
Táchira (es. Río Táchira) je pogranična rijeka između Kolumbije i Venezuele. Ulijeva se u rijeku Palmonitu i pripada slijevu jezera Maracaibo.

## Riječni tijek
Táchira izvire u planinama zapadnih Anda u Nacionalnom parku Tamá na nadmorskoj visini od 3.368 metara, nedaleko od kolumbijske granice u Državi Táchira. Od tamo teče prema sjeveru duž kolumbijsko-venezuelanske granice do ušća u rijeku Pamplonitu.

## Vanjske poveznice
|  | Zajednički poslužitelj ima još gradiva o temi Táchira (rijeka) |